# تشاك كولينز

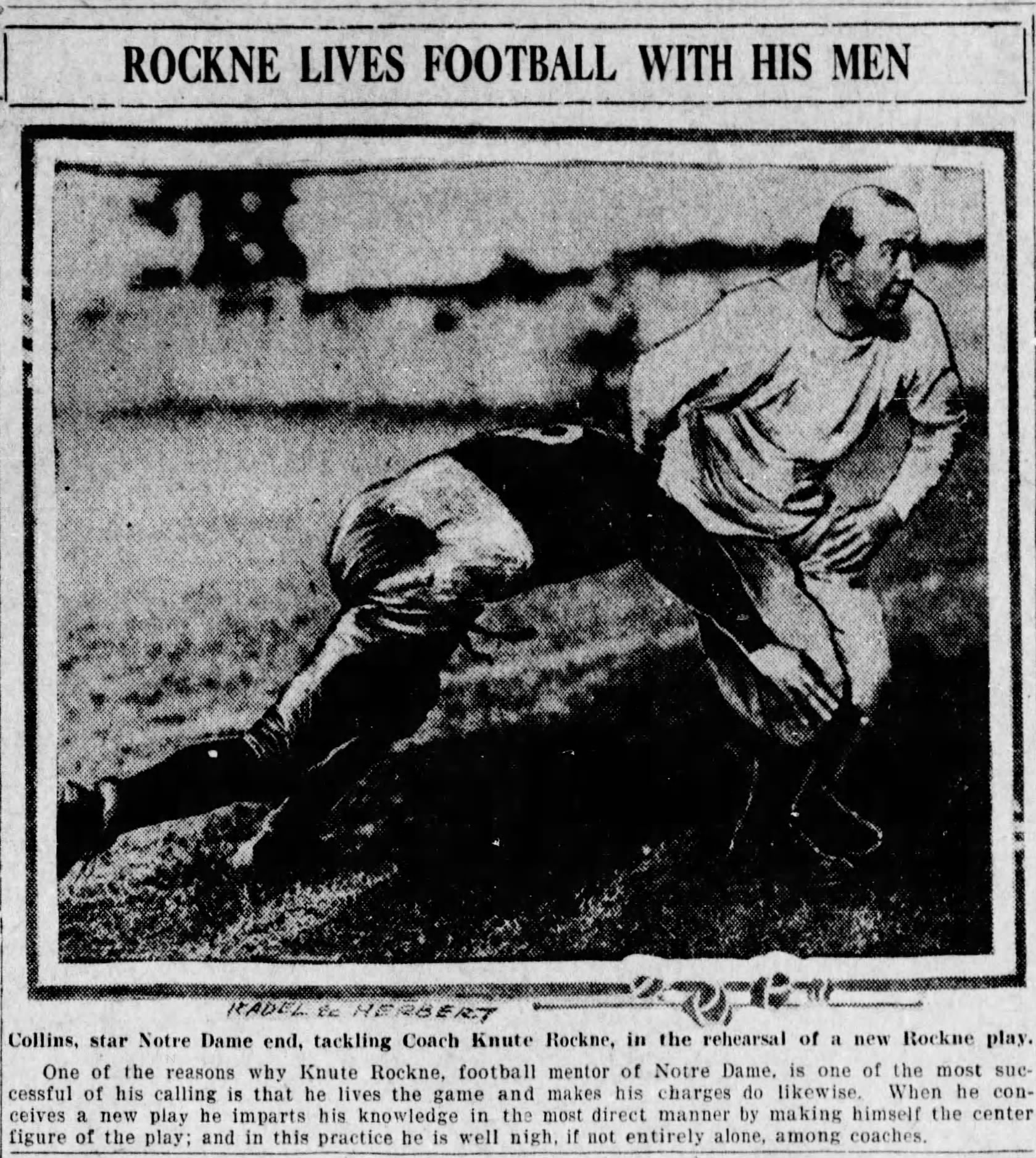
كولينز

تشاك كولينز (بالإنجليزية: Chuck Collins)‏ هو لاعب كرة قدم أمريكية أمريكي، ولد في 27 أغسطس 1903، وتوفي في 14 أبريل 1977 في ريدجوود في الولايات المتحدة.